# Балог Василь Васильович
Васи́ль Васи́льович Балог (нар. 8 грудня 1980, с.Великі Лучки — пом. 30 липня 2014, с.Весела Тарасівка) — український військовик, капітан Збройних сил України, учасник російсько-української війни.

## Життєпис
Народився у Мукачівському районі Закарпатської області — село Великі Лучки.
Протягом 1994—1998 років навчався у школі Перечина. 2002 року закінчив Сумське артилерійське училище.
Командир батареї, 128-а окрема гірсько-піхотна бригада.
З квітня 2014-го — в зоні бойових дій. 30 липня 2014 року загинув під Луганськом під час мінометного обстрілу. Тоді ж поліг капітан Корнєв Володимир Вікторович.
Вдома залишилися батьки, дружина Інна (теж військовослужбовиця) та двоє синів — 2003 та 2012 р.н. Похований на кладовищі Кальварія в Ужгороді.

## Нагороди
- Нагороджений медалями Міністерства оборони України «За сумлінну службу».
- 31 жовтня 2014 року за особисту мужність і героїзм, виявлені у захисті державного суверенітету та територіальної цілісності України, вірність військовій присязі під час російсько-української війни, відзначений — нагороджений орденом «За мужність» III ступеня (посмертно).

## Пам'ять
8 грудня 2014-го в Перечині в місцевій ЗОШ відкрили та освятили меморіальну дошку пам'яті Василя Балога.